# کازوئو ایکهیرو
کازوئو ایکهیرو (به انگلیسی: Kazuo Ikehiro) کارگردان ژاپنی که به کارگردانی فیلم های مجموعه فیلم‌های زاتوایچی مشهور است.

## فیلم‌شناسی
- زاتوایچی و سینه پر از طلا (۱۹۶۴)
- برق شمشیر زاتوایچی (۱۹۶۳)